# گنبالووکا
گنبالووکا (به لاتین: Gębalówka) یک روستا در لهستان است که در گمینا باکاواژوو واقع شده است.